# Паппенгейм, Готфрид
Граф Готфрид-Генрих цу Паппенгейм (нем. Gottfried Heinrich Graf zu Pappenheim; 29 мая 1594, Тройхтлинген — 17 ноября 1632, Лейпциг) — главнокомандующий войсками Католической лиги в Тридцатилетней войне. Смертельно ранен в битве при Лютцене. 

## Биография
Происходил из старинной баварской фамилии. Его родители — Вейт цу Паппенгейм (Veit zu Pappenheim, 1535—1600) и его вторая жена Мария-Саломе фон Прейсинг-Копфсбург (Preising-Kopfsburg).
Готфрид-Генрих получил хорошее образование, учился в Альтдорфском и Тюбингенском университетах. Обратив на себя внимание императора своей образованностью, Паппенгейм был назначен имперским надворным советником, но вскоре перешел в военную службу и в 1614 году поступил в подчинение курфюрста Максимилиана Баварского (главы Католической лиги).

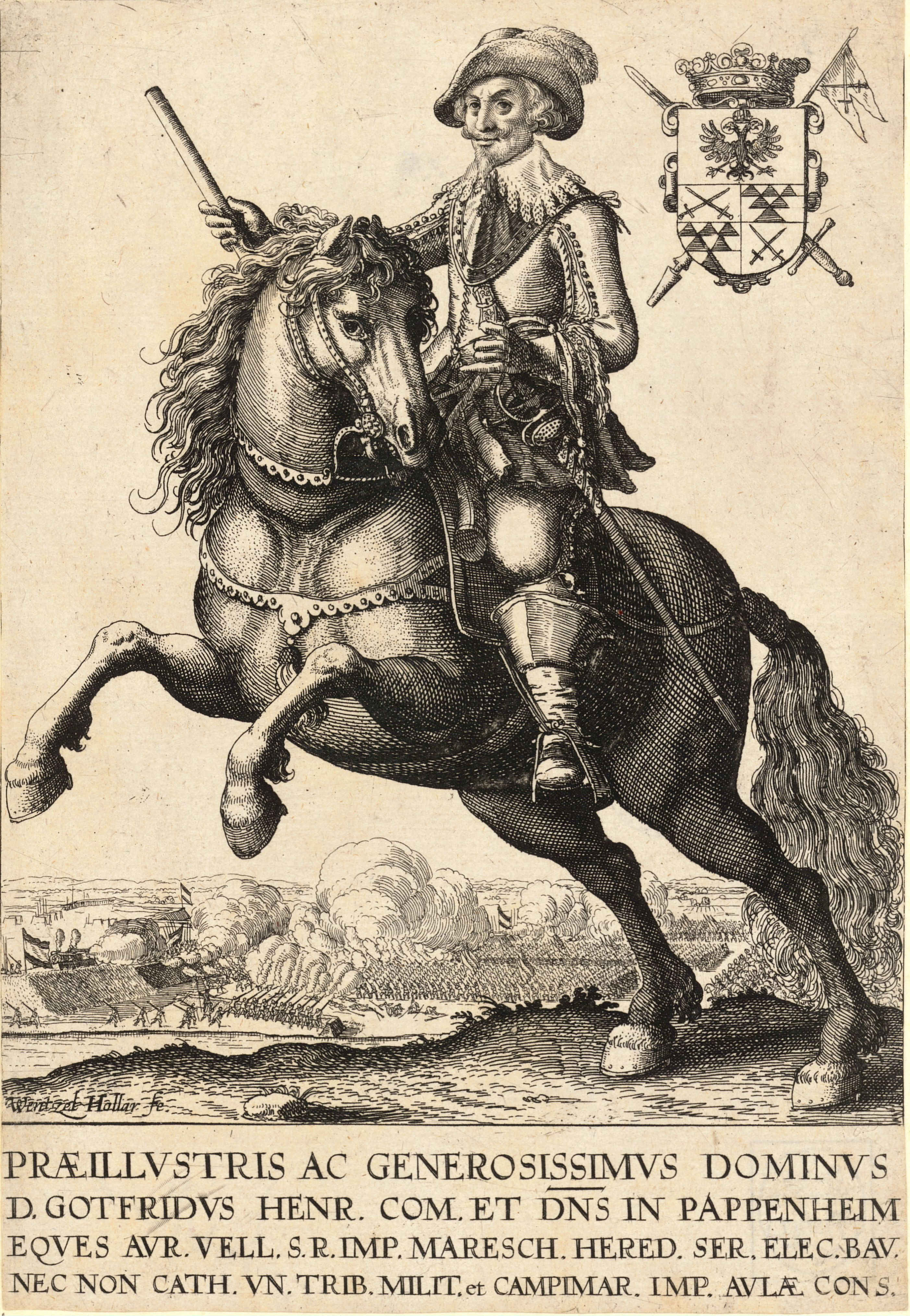
Готфрид Паппенгейм (художник Вацлав Холлар)

В 1615 году Паппенгейм участвовал в войне за Юлих-Клевское наследство и лишь в это время перешел из протестантства (в котором был воспитан с детства) — в католичество.
В 1620 году Паппенгейм в чине подполковника командовал полком и принял участие в военных действиях против восставших чехов. Отличился в сражении при Белой горе, где он атаковал пехотный полк графа Шанка и, израненный, остался на поле сражения. Очнулся подполковник только на следующее утро, когда один из солдат хотел снять с него мундир. Паппенгейм был узнан и отвезен в Прагу, где вскоре оправился от ран.
В 1623 году на Имперском сейме в Регенсбурге император возвел Паппенгейма в рыцарское достоинство и назначил его начальником испанской кавалерии в Ломбардии, откуда тот возвратился в 1625 году.
В 1626 году, когда вспыхнуло восстание в верхней Австрии и 80 тысяч мятежников осадили город Линц и разбили несколько имперских и баварских отрядов, спешивших на его выручку, Паппенгейм с 6 тысячами старых испанских войск, искусно обманув бдительность осаждавших, внезапно явился у Линца, соединился там с другим отрядом имперцев и, разбив мятежников при Эффердинге, Гмюндене и Феклябрюке, победою при Вольфсеке закончил эту войну.
В 1627 году он действовал против войск датского короля Кристиана IV и взял после упорного сопротивления Вольфенбюттель.
В 1629 году, после удаления Валленштейна от командования имперской армией и назначения вместо него Тилли, Паппенгейм был произведен в генералы от кавалерии, назначен командующим всей конницы и принял видное участие в войне против шведского короля Густава-Адольфа.
Первым его предприятием был поход против герцога Франца Лауэнбургского, который набирал войска для шведского короля во владениях ганзейских городских республик Гамбурга и Любека и расположился на квартирах в Ратцебурге. Паппенгейм обложил этот город и принудил к сдаче. Отсюда он двинулся к Магдебургу и много содействовал как осаде, так и последовавшей резне, разорению этого некогда цветущего города. Когда Тилли отправился в Гессен для исполнения так называемого Реституционного эдикта, Паппенгейм с 8 тысячами человек остался в Магдебурге наблюдать за действиями Густава-Адольфа, который стоял на нижней Эльбе в Вербенском лагере.

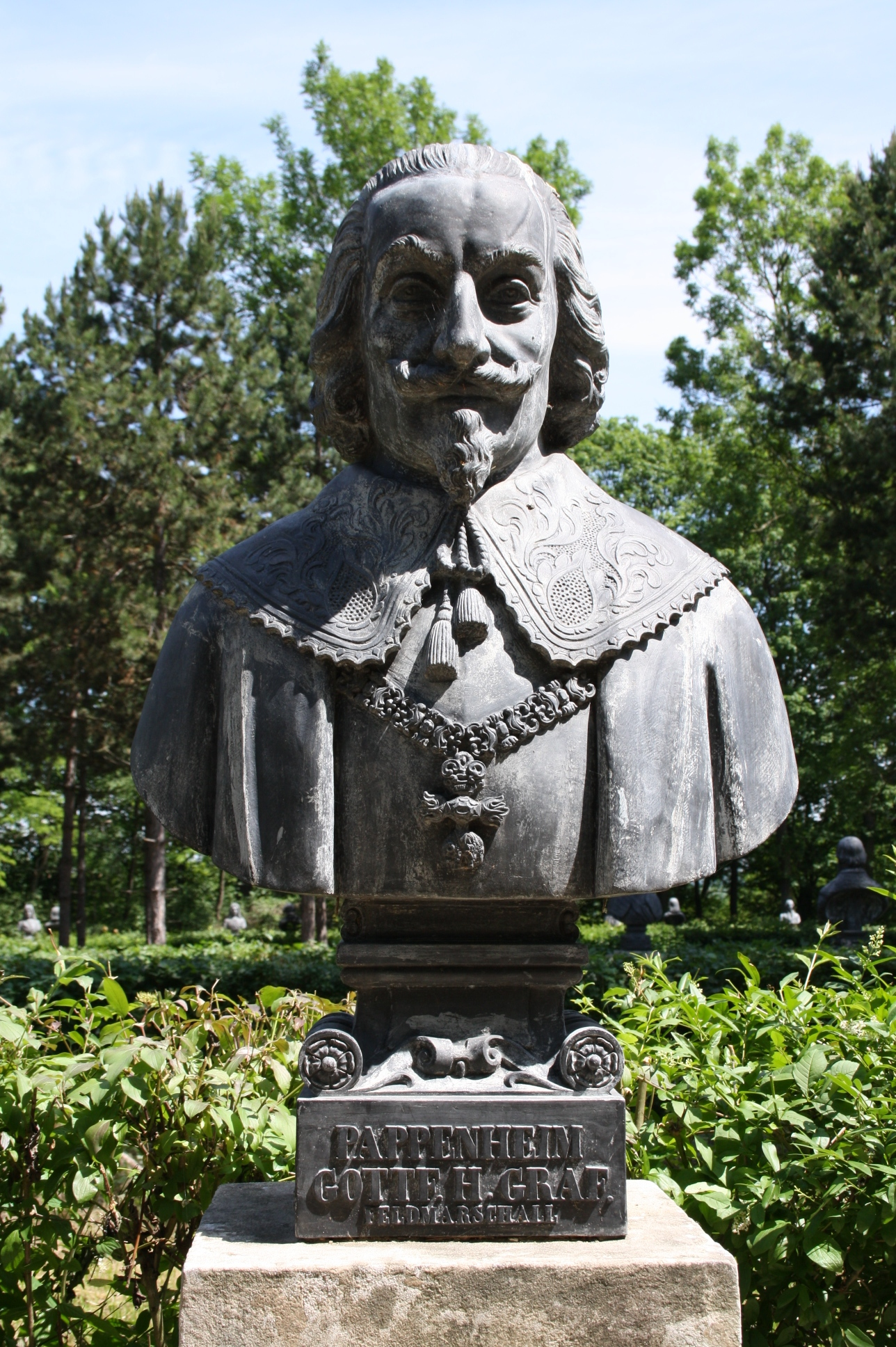
Бюст Паппенгейму

Когда в августе 1631 года Тилли вторгся в Саксонию, Паппенгейм шел впереди его и открыл враждебные действия взятием Мерзебурга, затем последовало знаменитое сражение при Брейтенфельде, которое было начато Паппенгеймом и проиграно вследствие расстройства и бегства его конницы. Имея всего около 6 тысяч человек, Паппенгейм освободил имперского генерала Мансфельда, окруженного шведским фельдмаршалом Баннером. Соединившись с войсками Мансфельда, Паппенгейм хотел атаковать с двух сторон неприятеля, но Баннер повернул на Кальбе. Паппенгейм последовал за ним и атаковал шведский лагерь. Присоединив к себе имперский гарнизон Магдебурга, Паппенгейм двинулся навстречу герцогу Люнебургскому. Между тем, Баннер освободил Магдебург и, соединившись с герцогом Вильгельмом Веймарским, пошел на помощь к герцогу Люнебургскому. Положение Паппенгейма становилось опасным. Не желая жертвовать Вольфенбюттелем, но и не желая в нём запираться, Паппенгейм решился на следующее: подкрепив гарнизон, он с остальными войсками начал партизанскую войну, которую и вел с замечательным искусством. Мешая шведам вербовать войска и собирать продовольственные припасы в нижней Саксонии, он сам жил за счет своих противников, угрозами наводя страх на мелких владетелей; он нападал на рассеянные по стране неприятельские отряды и перехватывал транспорты. Когда же герцог Вильгельм и фельдмаршал Баннер ушли в Тюрингию, Паппенгейм, усилившийся до 20 тысяч человек, остался полновластным хозяином всей западной Саксонии, которая сильно пострадала от хищности и жестокости его необузданных войск.

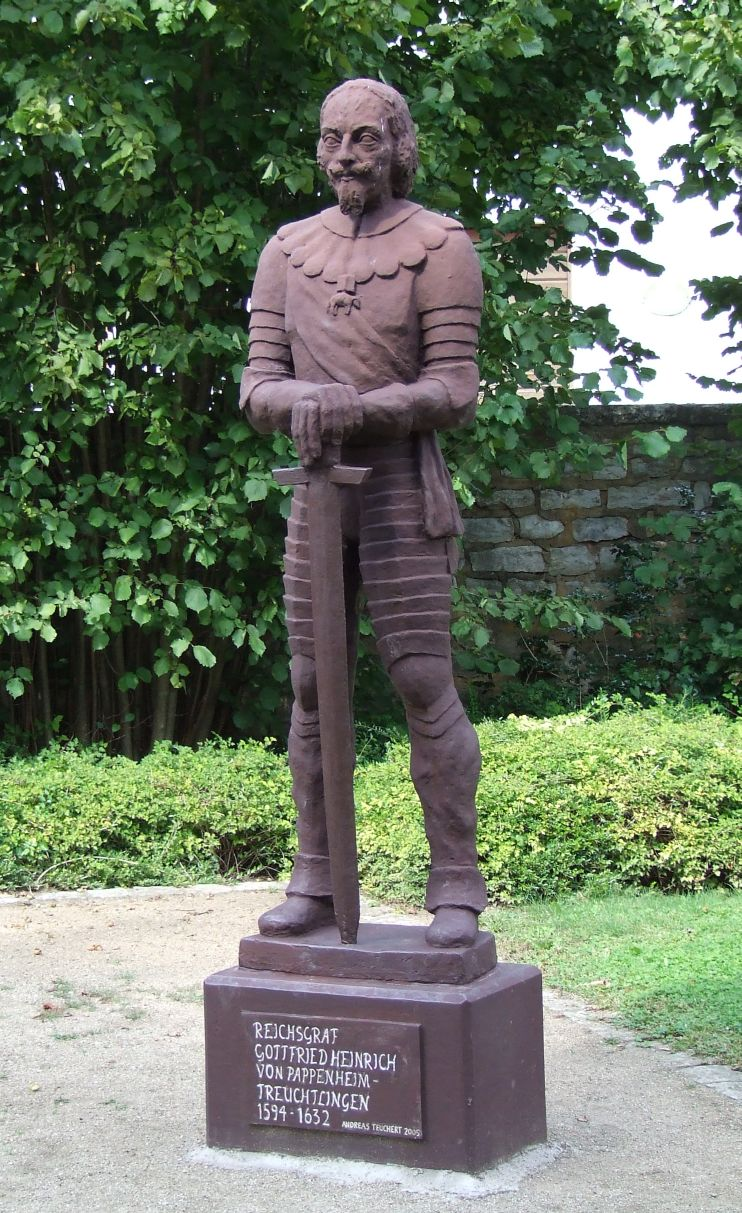
Памятник Паппенгейму

Из Саксонии Паппенгейм направился к Рейну, так как курфюрст Кёльнский просил его помощи. Прибыв с 15 тысячами человек на Рейн, Паппенгейм двинулся к Маастрихту, осажденному голландцами, под командованием принца Генриха Оранского, и 7 августа атаковал голландский лагерь, но не поддержанный командующим испанской армией Кордова, был отбит с большими потерями.
С берегов Рейна неутомимый Паппенгейм вновь кинулся в Нижнюю Саксонию, где герцог осаждал Вольфенбюттель, а шведы — Падерборн. Соединившись с генералом Гронсфельдом, Паппенгейм оттеснил их и в несколько недель овладел всеми сдавшимися шведам городами.
В это время на театре войны вновь явился Валленштейн, облеченный неограниченными правами над всеми военными силами империи. Получив приказание Валленштейна присоединиться к нему, Паппенгейм привел в Мерзебург только 9 тысяч человек, большей частью конницы. Во время битвы при Люцене Паппенгейм в критическую минуту прискакал на поле битвы с 8 полками кирасир и драгун (4—5 тысяч сабель), бросился в бешеную атаку на расстроенные боем колонны шведов и отбил потерянную имперцами артиллерию. 7 раз ходил в атаку Паппенгейм и, будучи ранен пистолетной пулей и фальконетным ядром, упал с лошади. Лежа на земле, он продолжал воодушевлять свои эскадроны. Отвезенный в Лейпциг, он скончался на следующее утро, утешая себя перед смертью тем, что прожил несколько дольше, чем его противник, Густав-Адольф.
Паппенгейм оставил о себе память, как о человеке редкой храбрости, но его военная доблесть омрачалась чрезмерной жестокостью — которая не оправдывалась, как у того же Тилли, плохим воспитанием и католическим фанатизмом. О личном его мужестве свидетельствовали многочисленные рубцы от ран, покрывавшие его тело. Войска прозвали его «солдатом».

## Семья
Его первой женой была чешская дворянка Анна-Людмила Коловрат-Новоградская (умерла в 1627), вторая жена — Анна-Елизавета фон Эттинген. Сын от первого бракa — Вольф-Адам Паппенгейм (умер в 1647).